# Банские дворы
Банские дворы (хорв. Banski dvori, [bâːnskiː dvɔ̌ːri], дворец бана) — название исторического здания в столице Хорватии городе Загребе, историческая официальная резиденция банов, которые были хорватскими вице-королями после 1102 года; в настоящее время здание занимает Правительство Республики Хорватия.
Расположены на западной стороне площади святого Марка (дом № 1) в центре города.
Банские дворы — это длинное, двухэтажное барочное здание, построенное во времена бана Игнаца Дьюлаи (венг. Ignaz Gyulai, хорв. Ignjat Đulaj Игнят Джулай) в первой половине XIX века.

## История
Здание было резиденцией хорватских банов с 1809 до 1918 года, отсюда и название Банские дворы, что буквально означает «дворец бана».
В период Второй мировой войны и Независимого государства Хорватия (1941 — 45) здание было штаб-квартирой поглавника государства (хорв. poglavnik) Анте Павелича, и, соответственно, называлось «Поглавниковые дворы» (хорв. Poglavnikovi Dvori, то есть «дворец поглавника»).
Во времена СФРЮ (1945—1991) сооружение было официальной резиденцией руководства Социалистической Республики Хорватии.
В мае 1990 года Банские дворы стали официальной резиденцией хорватского правительства.
7 октября 1991 года во время Войны в Хорватии в ходе бомбардировки Загреба здание Банских Дворов быле повреждено в результате сильного взрыва. Позже вина за инцидент была возложена на ЮНА, силы которой попали ракетой по зданию, пытаясь уничтожить Франьо Туджмана, новоизбранного Президента Хорватии, Стипе Месича, тогдашнего председателя Президиума Югославии и Анте Марковича, югославского премьер-министра — всем им удалось выжить. На следующий день после взрыва в Банских дворах Парламент Хорватии объявил о независимости Хорватии, и эта дата сейчас отмечается как государственный праздник в Хорватии.
В 1992 году Президент Хорватии перенес свою резиденцию в президентский дворец на ул. Пантовчак (Pantovčak).

## Галерея
- Музей города Загреба. Фотография, изображающая поднимающийся дым над Банскими дворами после обстрела 7 октября 1991 года.
- Банские дворы на пл. Св. Марка (вид с воздуха)
- Северный фасад здания
- Центральный вход в Банские дворы
- Смена почетного караула перед Домом Правительства, середина 1990-х